# Чокнутый профессор (фильм, 1963)
Чокнутый профессор (англ. The Nutty Professor) — художественный фильм, фантастическая комедия Джерри Льюиса, вышедший на экраны в 1963 году. Сюжет является пародией на повесть «Странная история доктора Джекила и мистера Хайда» Роберта Стивенсона. Фильм включён в Национальный реестр фильмов.

## Сюжет
Профессор Джулиус Келп преподаёт химию в одном из колледжей Калифорнии. Он не из тех, кто нравится девушкам: заикающийся недотёпа, с запущенной внешностью и странными манерами — вечно пропадает в лаборатории, занятый сомнительными экспериментами. Как-то раз профессор, перенеся унижение от одного футболиста рядом с представительницей прекрасного пола, решил подкачать фигуру и отправился в тренажёрный зал. Однако занятия спортом оказались явно не для него. Вместо того, чтобы набрать мышечную массу он ещё больше похудел. Тогда учёный решил подойти к вопросу с другой стороны и изобрёл волшебную сыворотку мгновенно меняющую внешность. Новоявленный Бадди Лав атлетически сложен, прекрасно поёт и танцует — теперь он неотразим для женщин. Проблема в том, что у Бадди одновременно с приёмом сыворотки портится характер — он становится полным эгоистом, лишенным каких бы то ни было принципов.
Обладая всеми внешними достоинствами, профессор начинает ухаживать за той с кем он прежде не решался даже заговорить — Стеллой Перди. Очаровательная студентка поначалу привлечена его мужскими достоинствами, но затем всё же отвергает все домогательства Бадди. Эликсир, как выяснилось, обладает ограниченным во времени действием. Профессор безуспешно пытается улучшить его свойства. Во время вечеринки в ночном клубе, в самый неподходящий, момент к Келпу возвращается его прежняя внешность. Келп извиняется перед окружающими, что ввёл их в заблуждение, но Стелла неожиданно признаётся, что ей нравится именно Келп в своём первозданном виде. Они решают пожениться как можно быстрее. Тем временем отец Келпа, которому сын прислал на сохранение драгоценную формулу сыворотки, захотел подзаработать. Он выпускает её как энергетический напиток, который, за небольшую сумму, может отведать каждый. Сообщение вызывает ажиотаж в аудитории, и все студенты бросаются раскупать эликсир. Пользуясь суматохой, Стелла и Джулиус скрываются, прихватив с собой два флакона со средством.

## В ролях
- Джерри Льюис — Джулиус Келп / Бадди Лав
- Стелла Стивенс — Стелла Перди
- Дель Мур — Хамиус Уорфилд
- Кэтлин Фримен — Милли Леммон
- Говард Моррис — Элмер Келп
- Элвия Оллман — Эдвина Келп
- Милтон Фром — Шепард Ливи
- Норман Олден — футболист
- Ричард Кил — атлет в спортзале
- Джули Пэрриш[1] — студентка колледжа

В титрах не указаны
- Роберт Доннер — студент колледжа
- Франсин Йорк — студентка колледжа
- Билли Блэтчер — водопроводчик

## Создание
В первые послевоенные годы Америку развлекала популярная комедийная пара Дин Мартин и Джерри Льюис. В этом дуэте Мартин отыгрывал роль светского красавца, а Льюис паяца и неудачника. В 1956 году отношения в творческом коллективе испортились, и пути комедиантов разошлись. Мартин решил сделать карьеру певца и телевизионной звезды. Льюис продолжил свой творческий путь в Голливуде. К началу 1960-х Джерри Льюис уже состоялся как популярный комедийный актёр.
Льюис вспоминал, что на создание нового фильма его вдохновила экранизация романа Стивенсона 1941 года со Спенсером Трейси в главной роли. Работа над «Чокнутым профессором» началась в 1956 году, когда Льюис привлёк к написанию сценария своего старого знакомого Билла Ричмонда. Было написано 8 или 9 вариантов, пока, наконец, продюсер не остался удовлетворён. Затем Льюису пришлось надолго отложить проект, пока он не закончил работу над картиной «Мальчик на побегушках» (en) . Вышедший в 1961 году «Рассеянный профессор» (en) студии Walt Disney показал, что затея может оказаться успешной.
Съёмки начались 9 октября 1962 года. В картине, в основном снятой в павильоне, задействовано всего восемь мест съёмок и наборов декораций. Бюджет составил около $2 млн, с перерасходом примерно $380 тыс. относительно первоначального плана. Выход картины на экраны сопровождала мощная маркетинговая кампания, в рамках которой продюсер и исполнитель главной роли объездил всю страну. В прокат картина вышла 4 июня 1963 года.

## Критика
Специалисты невысоко оценили художественные достоинства картины и комедийное начало, но отметили занимательный философский подтекст сюжета. Журнал Variety назвал юмор в фильме натянутым, охарактеризовав главного героя как неудачное игровое воплощение мультипликационного Мистера Магу (en). Создатели картины серьёзно рассчитывали на некий моральный посыл, заключенный в сюжете. Речь в ключевой сцене, в которой главный герой кается в попытке показаться лучше самого себя, выглядит притянутой и искусственной. Обозреватель New York Times Вейлер отметил слабый сценарий и невысокое качество шуток. По настоящему интересно было, отметил он, только слушать исполнение песен Джерри Льюисом.
Актёрская игра, не в пример, понравилась критикам много больше. New York Times, которая всегда недолюбливала Джерри Льюиса во всех творческих ипостасях, здесь была благосклонна. Говард Томпсон написал, что его поразило то, как клоун (Льюис) преобразился при воплощении образа безумного учёного в хорошего актёра. Интересной оказалась работа Стеллы Стивенс. Актриса, которая до фильма была известна появлением на развороте журнала Playboy, здесь, неожиданно, убедительно сыграла прилежную студентку. Льюису его роль в картине в целом понравилась, но он заметил, что «Чокнутый профессор» единственная картина в фильмографии комика, которую жена актёра запретила смотреть его детям, испугавшись натуральности трансформации в «плохого» профессора.
Гораздо больше критиков вдохновил пародийный подтекст, который Вейлер назвал фрейдистским. Двойственный персонаж Джулиуса/Бадди привлёк внимание и специалистов психологов. В фильме иронически обыгрывается английская метафора chemistry — «химия» или же вспышка чувств между персонажами, которая привлекает к себе зрителя. Благодаря химии добивается успеха у женщин и Келп. Однако настоящую любовь находит не тёмное альтер эго Бадди Лав, но скорее подлинное «я» профессора. Подобная тема, обыгрывающая сюжет романа Любовник леди Чаттерлей, весьма популярна в мировом кинематографе и в картине Льюиса находит своё развитие. Женская сексуальность пробуждается «красивым телом», но окончательный выбор Стелла делает в пользу интеллекта. Историки и критики пытались найти параллели с личной жизнью режиссёра. Льюис, впрочем, всегда отрицал аналогии между сценарием и его биографией, то есть отношениями с Дином Мартином.

## Влияние
Являясь своего рода пародией на повесть «Странная история доктора Джекила и мистера Хайда», фильм, в отличие от оригинала, обыгрывает раздвоение личности в комедийном ключе.
Картина «Чокнутый профессор» Джерри Льюиса стала одной из наиболее значительных в его творчестве. Комедия оказалась вполне успешной в финансовом плане заработав около $3.3 млн в домашнем прокате. После её выхода Льюис подписал контракт с компанией ABC и стал самой высокооплачиваемой телевизионной звездой на тот момент.
Комедия часто цитировалась и породила многочисленные подражания. В 1996 году был снят одноимённый фильм с Эдди Мёрфи. В 2008 году был снят и анимационный ремейк (en). В 2012 году Джерри Льюис стал режиссёром-постановщиком мюзикла «Чокнутый профессор» на Бродвее (в главных ролях заняты Марвин Хэмлиш и Руперт Холмс).